# Larry David
Lawrence Gene David (n. 2 iulie 1947, New York City, New York, SUA) este un comedian, scriitor, actor, director și producător american de film și televiziune, cunoscut pentru că, alături de Jerry Seinfeld, a creat serialul Seinfeld.